# Milwaukee Falcons
Die Milwaukee Falcons waren ein US-amerikanisches Eishockeyfranchise der International Hockey League in Milwaukee, Wisconsin.

## Geschichte
Das Team wurde 1959 als Franchise der International Hockey League gegründet. In ihrer ersten Saison 1959/60 erreichten die Falcons mit 24 Siegen und 46 Niederlagen den dritten Platz nach der Hauptrunde in der West-Division der IHL und qualifizierten sich somit nicht für die Play-offs. Nachdem in der folgenden Spielzeit 17 Ligapartien absolviert waren, stellte der Verein am 26. November 1960 den Spielbetrieb ein.

## Saisonstatistik
Abkürzungen: GP = Spiele, W = Siege, L = Niederlagen, T = Unentschieden, OTL = Niederlagen nach Overtime SOL = Niederlagen nach Shootout, Pts = Punkte, GF = Erzielte Tore, GA = Gegentore, PIM = Strafminuten
| Saison  | GP | W  | L  | T | OTL | SOL | Pts | GF  | GA  | Platz                | Playoffs           |
| 1959–60 | 67 | 24 | 46 | 1 | —   | —   | 49  | 251 | 314 | 3., West             | nicht qualifiziert |
| 1960–61 | 17 | 1  | 15 | 1 | —   | —   | 3   | 45  | 115 | Saison nicht beendet | —                  |